# Malá Hradná
Malá Hradná je obec na Slovensku v okrese Bánovce nad Bebravou.
Leží v nadmořské výšce 290 metrů. Žije zde 407 obyvatel.
První písemná zmínka o obci je z roku 1092. V obci je římskokatolický kostel svatého Vavřince z 11. století.